# Дерелиоглу, Октай
Окта́й Дерелиоглу́ (тур. Oktay Derelioğlu, азерб. Oqtay Dərəlioğlu; род. 17 декабря 1975, Фатих, Стамбул) — турецкий футболист, выступавший на позиции нападающего; тренер. Участник чемпионата Европы 2000 года. Известен своим голом в ворота сборной Бельгии, который он забил 30 апреля 1997 года в отборочном матче чемпионата мира 1998 года на стамбульском стадионе «Али Сами Ен». 21-летний Октай подхватил мяч в центре поля, обыграл пять бельгийских футболистов (одного из них дважды) и поразил ворота Филипа де Вильде.

## Клубная карьера
Октай начал свою профессиональную футбольную команду в клубе «Трабзонспор». Однако в своём дебютном сезоне 1992/93 в турецкой Суперлиге он провёл два матча. Понимая, что в основном составе клуба из Трабзона ему не найдётся места, стал подыскивать новый клуб. Уже в следующем сезоне он отправился в Стамбул, где играл за «Бешикташ». Там он начал проходить в первую команду и играл в нападении с такими турецкими игроками, как Фейяз Учар, Эртугрул Саглам, Нихат Кахведжи, а также с немцем Штефаном Кунцем и нигерийцем Даниелом Амокачи. В 1994 году он достиг своего первого успеха, добившись победы в Кубке Турции, а затем завоевав со стамбульцами и Суперкубок Турции. В 1995 году он впервые в карьере стал чемпионом Турции. В 1996 году он был третьим в лиге, а в 1997 году завоевал серебро. В отличие от этого, в 1998 году он выиграл ещё один национальный кубок, а в следующем 1999 году добрался до финала, где его клуб уступил «Галатасараю».
Октай летом 1999 года перебрался в «Сииртспор», но сыграл в клубе лишь четыре матча, в которых забил два гола, после чего перешёл в «Газиантепспор». За полгода проведённых в Газиантепе он отличился 16 раз, став лучшим бомбардиром команды и взяв третье место в споре бомбардиров Суперлиги. В 2000 году Октай перешёл в испанский «Лас-Пальмас». 10 сентября 2000 года дебютировал в испанской примере в матче, который завершился поражением островитян со счётом 0:3 от «Алавеса». Всего же в клубе из Гран-Канарии он провёл два матча и в начале 2001 года вернулся в Турцию, где защищал цвета «Трабзонспора», за который забил 13 голов. Летом 2001 года перешёл в «Фенербахче», где был четвёртым в иерархии нападающих после Кеннета Андерссона, Серхата Акина и израильтянина Хаима Ревиво. В 2002 году он стал серебряным призёром чемпионата Турции.
Летом 2002 года Октай перебрался в «Самсунспор», за который забил пять мячей в чемпионате. Осенью 2003 года он подписал контракт с немецким «Нюрнбергом», но на поле появлялся нечасто. Затем он стал игроком «Себатспора», который в 2005 году вылетел из Суперлиги. В сезоне 2004/05 он перебрался в клуб азербайджанской Премьер-лиги «Хазар-Ленкорань». Его трансфер стал самым большим в истории азербайджанского футбола, хотя точная сумма перехода не была оглашена, но по некоторым источникам она составляла более 200 000 €. Забил 16 голов в том сезоне и стал лучшим бомбардиром клуба (всего за клуб забил 35 голов в 34 матчах). В 2005 году он был игроком «Сакарьяспора», далее играл в «Диярбакырспоре» и в «Истанбулспоре». В 2008 году он играл в клубе второй лиги «Фатих Карагюмрюк», в котором и завершил карьеру. 16 августа 2008 года состоялся его прощальный матч, в котором встречались «Хазар-Ленкорань» и «Бешикташ».

## Сборная Турции
В составе национальной сборной Турции Октай дебютировал в 1995 году. В 2000 году вместе со сборной принимал участие в чемпионате Европы, в котором дошёл до четвертьфинала, где турки уступили португальцам со счётом 0:2. В футболке национальной сборной он завершил карьеру в 2001 году, в общей сложности он сыграл 18 матчей и забил 9 голов. На счету Октая есть покер в составе сборной, который он сделал в матче против Сан-Марино 10 ноября 1996 года в отборочном матче чемпионата мира 1998 года. 4 мяча 20-летний нападающий забил за 34 минуты (25, 38, 51, 59).

## Личная жизнь
4 июля 1997 года покончила жизнь самоубийством жена Октая.

## Статистика по сезонам
| Сезон     | Клуб             | Страна      | Турнир      | Игры | Мячи |
| --------- | ---------------- | ----------- | ----------- | ---- | ---- |
| 1992/93   | Трабзонспор      | Турция      | Суперлига   | 2    | 0    |
| 1993/94   | Бешикташ         | Турция      | Суперлига   | 22   | 10   |
| 1994/95   | Бешикташ         | Турция      | Суперлига   | 21   | 10   |
| 1995/96   | Бешикташ         | Турция      | Суперлига   | 27   | 9    |
| 1996/97   | Бешикташ         | Турция      | Суперлига   | 28   | 22   |
| 1997/98   | Бешикташ         | Турция      | Суперлига   | 27   | 14   |
| 1998/99   | Бешикташ         | Турция      | Суперлига   | 25   | 8    |
| 1999/2000 | Сииртспор        | Турция      | Суперлига   | 4    | 2    |
| 1999/2000 | Газиантепспор    | Турция      | Суперлига   | 20   | 16   |
| 2000/01   | Лас-Пальмас      | Испания     | Примера     | 2    | 0    |
| 2000/01   | Трабзонспор      | Турция      | Суперлига   | 13   | 13   |
| 2001/02   | Фенербахче       | Турция      | Суперлига   | 19   | 5    |
| 2002/03   | Фенербахче       | Турция      | Суперлига   | 2    | 0    |
| 2002/03   | Самсунспор       | Турция      | Суперлига   | 14   | 5    |
| 2003/04   | Самсунспор       | Турция      | Суперлига   | 3    | 0    |
| 2003/04   | Нюрнберг         | Германия    | Бундеслига  | 5    | 1    |
| 2003/04   | Себатспор        | Турция      | Суперлига   | 15   | 6    |
| 2004/05   | Себатспор        | Турция      | Суперлига   | 6    | 3    |
| 2004/05   | Хазар-Ленкорань  | Азербайджан | Юксек лига  | 17   | 16   |
| 2005/06   | Сакарьяспор      | Турция      | Первая лига | 4    | 0    |
| 2005/06   | Диярбакырспор    | Турция      | Суперлига   | 2    | 0    |
| 2006/07   | Истанбулспор     | Турция      | Первая лига | 3    | 0    |
| 2007/08   | Фатих Карагюмрюк | Турция      | II Лига     | 4    | 1    |

## Достижения
«Бешикташ»
Чемпион Турции: (1)
- 1994/95

Серебряный призёр чемпионата Турции: (2)
- 1996/97, 1998/99

Бронзовый призёр чемпионата Турции: (1)
- 1995/96

Обладатель Кубка Турции: (2)
- 1993/94, 1997/98

Финалист Кубка Турции: (2)
- 1992/93, 1998/99

Обладатель Суперкубка Турции: (2)
- 1993/94, 1997/98

Финалист Суперкубка Турции: (2)
- 1992/93, 1994/95

 «Фенербахче»
Серебряный призёр чемпионата Турции: (1)
- 2001/02

 «Хазар-Ленкорань»
Серебряный призёр чемпионата Азербайджана: (1)
- 2004/05